# Horismenus cleodora
Horismenus cleodora är en stekelart som beskrevs av Walker 1843. Horismenus cleodora ingår i släktet Horismenus och familjen finglanssteklar. Inga underarter finns listade i Catalogue of Life.